# Santibáñez de la Sierra
Santibáñez de la Sierra is een gemeente in de Spaanse provincie Salamanca in de regio Castilië en León met een oppervlakte van 13,61 km². Santibáñez de la Sierra telt 184 inwoners (1 januari 2016).

## Demografische ontwikkeling
Bron: INE, 1857-2011: volkstellingen
Opm.: In 1857 werd de gemeente Santa María de los Llanos aangehecht